# Neckera dentata
Neckera dentata là một loài Rêu trong họ Neckeraceae. Loài này được (Schwägr.) Müll. Hal. miêu tả khoa học đầu tiên năm 1850.